# درو (اردبیل)
دِرَو روستایی است که در استان اردبیل، شهرستان خلخال، بخش شاهرود، قرار دارد. زبان این مردم تاتی است. از آثار تاریخی این روستا حمام درو است.
این روستا که در طول جغرافیایی °۷۰/۴۸ شمالی و عرض جغرافیایی °۴۲/۳۷ شرقی قرار گرفته، بعد از روستای اسبو، و قبل از کلور (مرکز بخش شاهرود) واقع شده است. این روستا از سمت شرق به کوه و بند تالش (ییلاقات شاندرمن و رضوان شهر) و از غرب از طریق کوه به روستاهای لرد و میانرودان متصل است.

## تاریخ دِرَو
حدود ۲۰۰۰ سال پیش یکی از حاکمان ولایت (پادشاه آمیفتریون) در زمان هخامنشیان این روستا را کشف کرد و دریافت این روستا با دیگر روستاها فرق دارد. آن‌ها به شیوه‌های جدید دامداری و دام پروری می‌کنند و خانه‌های محکم تری در کوتاه‌ترین زمان می‌سازند. پادشاه آمیفتریون از هوش و نبوغ آن‌ها استفاده کرد و صدها خانهٔ محکم و پایدار ساخت. پادشاه برای تقدیر از این قوم نام درو را برای این روستا انتخاب کرد. درو در زمان رومی باستان به معنای فرز و چابک می‌باشد.

## جمعیت روستا
روستای درو از زمان‌های قدیم پرجمعیت بوده و در دوره‌های مختلف جمعیت آن تغییر کرده است. در دهه‌های هفتاد و هشتاد مهاجرت از این روستا به سمت تهران، کرج، رشت، و نواحی دیگر استان گیلان شروع شد و همین باعث کاهش شدید جمعیت آن شد. بیشترین جمعیت مهاجر درو در تهران و کرج مقیم اند و بازاری هستند یا به کار آزاد دیگر مشغولند. جمعیت درو طبق سرشماری سال ۱۳۸۵ مرکز آمار ایران درو ۲۰۲ خانوار، ۵۷۶ نفر سکنه و ۱۹۵ واحد مسکونی اعلام شده است. در کتاب خلخال و مشاهیر جمعیت درو در سال ۱۳۷۹ (۸۴۶) خانوار اعلام شده است. خانه‌های کاه گلی منطقه با لایه‌های ضخیم گل و خاک که هر پاییز مرمت می‌شدند به خوبی توانسته‌اند خود را با محیط سازگار کنند و اگر هم باران یا برف بسیار می‌شد مردم با انواع شگردها خانه‌های خود را در مقابل آن‌ها مقاوم می‌کردند، مثلاً بچه‌ها را به پشت بام می‌فرستادند تا در آن بازی کنند و با لگد کردن گل پشت بام، آن را چنان فشرده و مقاوم می‌کردند که باران زیاد از آن عبور نکند. به همین خاطر میدان یا زمین بسیاری از بازی‌ها (مردانه و زنانه) در قدیم پشت بام خانه‌ها بوده است.

## شغل مردم روستا
شغل اغلب مردم روستای درو کشاورزی و دامداری است، در کنار آن، وجود باغ و جالیزی که محصولات مورد نیاز خود را تأمین کنند از قدیم وجود داشته است. از میوه‌های باغات آن گردو، زردآلو، سیب، آلبالو، گیلاس، گلابی و شاه میوه، انواع آلو، توت، و غیره را می‌توان نام برد. در کار کشاورزی منطقه تعاون بسیار زیادی به چشم می‌خورد. از همان لحظه کاشت که از «هَنگامه ورزا» استفاده می‌کنند، تا برداشت محصول که خود به «هنگام» یکدیگر می‌روند و به هم «یاور» می‌دهند و در کار «گِرَه» و خرمن که دور هم جمع می‌شوند کار مشترک وجود دارد. در کارهای دامداری نیز چنین تعاون و همیاری به چشم می‌خورد، مثلاً «کاولَه مال» و «نوبتیَه مال» نوعی دامداری بدون چوپان و از طریق همیاری است. یا رسم «وارَه» و «همباره جی» روشی است که دامداران با آن جلوی خراب شدن محصولات خود را گرفته، کمبود شیر خود را با قرض گرفتن روزانه از همسایه جبران می‌کنند. سایر اموری که به صورت همیاری و تعاون انجام می‌شود، عبارت اند از: «ماله بری»، «جوئه بَرواری»، «گرَه»، «دَسسه وَجه»، «گلَه کار»، «سلَه کار»، «گَوَنه واری» و غیره.

## مبادلات مردم
مبادلات مردم این روستا در زمان‌های قدیم بیشتر از نوع پایاپای بوده، یعنی کسی در قبال کالا و خدماتی که ارائه می‌کرد، از دیگری پول نمی‌گرفت؛ مثلاً چوپان دستمزد چوپانی خود را علاوه بر نانی که روزانه؛ و پشم و کُرکی که موقع چیدن سالانه گوسفندان و بُزها می‌گرفت؛ در هنگام برداشت خرمن بر سر خرمن می‌آمد و به اندازه دام‌های صاحب خرمن، سهم خود را از گندم و سایر غلات برداشت می‌کرد، یا دلاک و سلمانی محل برحسب تعداد افراد ذکور خانواده در هنگام خرمن، گندم دریافت می‌کرد و دیگران نیز به همین صورت مزد دریافت می‌کردند. در هنگام عروسی نیز مردم و آشنایان به عروس و داماد کمک غیرنقدی می‌کردند و فقط در شب دامادی «عروسی واج» یا همان کمکی که آشنایان به داماد می‌کردند، نقدی بود و این نیز گویا در زمان‌های دور غیر از این بوده است.

## آیین‌های روستا
از آیین‌های روستای دور که با شکل خاصی اجرا می‌شود، یکی سیزده بدر است که مردم در بعد از ظهر آن روز، در باغی بزرگ در کنار رودخانه، موسوم به «خانه رز» (xân-a raz) جمع می‌شوند و همه زن و مرد و پیر و جوان، طبق سن و جنس خود بازی می‌کنند. آیین دیگر رغایب است که در اولین جمعه ماه رجب هر سال برگزار می‌شود و مردم روستا همپای سایر مردم منطقه، بعد از زیارت امامزاده سید حمزه در آستانه امامزاده عبدالله کلور جمع می‌شوند و بعد از زیارت امامزاده آیین‌ها و بازی‌های خاصی انجام می‌دهند. شکل احیا شده این مراسم، امروزه در مرکز بخش، یعنی کلور بسیار باشکوه در سطحی فراتر از شهرستان خلخال برگزار می‌شود. «ولیه چله»، «خْدْر نبی»، «چهارشنبه سوری»، «قتل»، «تَراش»، «کوه گردش»، «عیدَه گردش» و غیره از دیگر آیین‌های کهن روستا است (برای شرح هر کدام از این آیین‌ها نک. فصل دوم: آیین‌ها).

## غذای مردم
غذای اصلیِ مردم این روستا تهیه شده از محصولات خودشان (لبنیات، گردو، گندم و زردآلو…) بوده است. گندم و گردو بیش از همه در این میان نقش دارند، و در بیشتر غذاهای محلی محصولات گندم وجود دارد، در تنقلات، شب چره‌ها و شیرینی‌ها، گندم و گردو بسیار یافت می‌شود. برنج آن چنان در زندگی و زبان و ضرب‌المثل‌های آن‌ها جایی ندارد، و دهه‌های اخیر به منطقه آمده است. گردو، سیب و زردآلو از میوه‌هایی است که در خوراک مردم (چه به صورت تازه و چه به صورت خشک شده) بسیار یافت می‌شود. تره‌های متنوعی در منطقه مصرف می‌شود که از کوه‌های اطراف گردآوری می-گردد. گیاهان دارویی فراوانی در منطقه وجود دارد و به‌طور سنتی هر کدام برای درمان خاصی به کار می‌روند و امروزه نیز کوه‌های درو همانند سایر کوه‌های منطقه، محلی برای جمع‌آوری گیاهان دارویی است.

## پوشاک مردم
پوشاک مردم منطقه اغلب همان است که خود می‌توانسته‌اند درست کنند، مثلاً از پشم گوسفندان جوراب، پاتاوه، گیوه، دستکش، پیراهن، کلاه، جلیقه، شلوار و شال می‌بافند. گستردنی‌های آن‌ها از پلاس و گلیم است که از کُرک بز و پشم گوسفندان به دست می‌آمد. گرچه در زندگی امروزه اثری از این وسایل قدیمی نیست.
اولین مدرسه تقریباً غیررسمی روستای درو را آقای سید محمد مرتضوی در سال ۱۳۱۳ بر پا کرد، این مدرسه چهار سال دوام داشت. به دنبال درخواست بزرگان درو، مدرسه‌ای رسمی در سال ۱۳۲۷ با آموزگاری موسی درگزی خلخالی بر پا شد. به نقل از بزرگان و منابع غیررسمی، یک سال بعد از آن در کلور مدرسه دیگری به این شکل دایر شد، این در حالی است که قبل از این‌ها در روستای خمس چنین مدرسه‌ای بر پا شده بود. این روستا هیچ‌گاه دبیرستان نداشته است، اما در آغاز شروع تعلیمات به سبک مدارس جدید، مدت‌ها دانش آموزان ابتدایی و راهنمایی روستاهای همجوار اسکستان، اسبو و گاه کلور برای تحصیل به درو می‌آمدند، اما در دهه‌های اخیر مهاجرت جوانان باعث خالی شدن روستا، کم شدن دانش آموزان و تعطیلی مدرسه راهنمایی شده است و فقطیک مدرسه‌ای ابتدایی با دانش آموزانی اندک به کار خود ادامه می‌دهد.

## محلات دِرَو
روستای درو از قدیم به چند محله تقسیم شده است و در هر محله‌ای هم طبقه خاصی زندگی می‌کردند، و امروزه هم آثار این طبقه‌بندی شغلی قابل رؤیت است: مثلاً طبقه چوپانان در محله «شیانه مَلله»، آهنگران در محله «چیلینگره مَلله»، دلاک‌ها در محله «دلاکه مَلله»، و قبیله خانقاهی‌ها در «خانگاجه مَلله»، و سادات در «میره مَلله» زندگی می‌کردند و اخیراً به دو نام کلی «جیره مَلله» و «کفا مَلله یا کفاینه مَلله» تقسیم و تقلیل یافته است.

## مکان‌های دیدنی دِرَو
آستانه امام زاده حضرت سید حمزه در جنوب شرقی روستای درو قرار دارد. عده‌ای از بزرگان طبق شجره نامه موجود، ایشان را از خاندان امام موسی کاظم معرفی کرده‌اند. از کرامات منسوب به آن حضرت یکی این است که سیلاب مهیبی در سال‌های دور صحن امام زاده را تهدید می‌کرده، اما قبل از برخورد به صحن امام زاده، راه سیل توسط سنگ بزرگی کج می‌شود و خطر سیل از بین می‌رود. آستانه امام زاده در کنار رودخانه و باغات انبوهی قرار دارد و جایی است که نسبت به محیط‌های اطراف مرکزیت دارد یعنی چندین مسیر و راه (از داخل و خارج از روستای درو) به آن ختم می‌شود. فاصله این امام زاده با امامزاده عبدالله کلور تقریباً دو کیلومتر است. این امام زاده امروز در حال بازسازی است و به یک محل زیارتی -فرهنگی -گردشگری برای اهالی منطقه تبدیل شده است. بسیاری از مردم از طریق راه وسط روستای دور به زیارت این آستانه می‌روند و عده‌ای نیز بعد از زیارت امامزاده عبدالله کلور به زیارت این آستانه بزرگ می‌روند. فضای اطراف این امام زاده محل تلاقی رودخانه و کوه‌های زیبا و باغات سرسبزی است.

## حمام تاریخی دِرَو
حمام درو یکی از کهن‌ترین ساختمان‌های روستا است و گنبدهای آجری زیاد آن که پس از سال‌ها هم چنان پابرجا ایستاده‌اند، در نگاه اول نظر هر بیننده‌ای را جلب می‌کند. این حمام که در مرکز روستا و جنب مسجد جامع درو واقع شده است بیش از ۱۴۷ سال قدمت دارد و بنا بر گفته‌ها شخصی به نام محمدتقی خان، معروف به بخان، بانی آن بوده است. این ساختمان متشکل از یک طاق بزرگ بر ورودی حمام و چندین طاق کوچک‌تر از طاق اصلی در قسمت‌های دیگر است. این شکل معماری در هیچ جای درو سابقه ندارد. مواد و مصالح حمام از خشت پخته مربع و سنگ‌های محلی است که از کوه‌های مجاور حمام تهیه شده است و با موادی همچون ساروج آن‌ها را برهم نهاده‌اند. سوخت حمام چوب بوده و تا سه دهه قبل از حمام استفاده می‌شده است.

## زاغه‌های دِرَو
زاغه‌هایی که در انتهای محله میره ملله قرار دارد، یکی دیگر از نکات درخور توجه روستای درو است، این زاغه‌ها در محلی قرار دارند که انتهای آن محله، با شیب تندی به کناره رودخانه اصلی محل می‌رسد، گر چه امروزه در ظاهر هیچ خبری از آن‌ها نیست با کمی دقت می‌توان آن‌ها را شناسایی کرد. ورودی این زاغه‌ها در داخل خانه‌های آن محل است. آن گونه که بر می‌آید و بر زبان‌های مردم جاری است طول این زاغه‌ها زیاد است و در قدیم برای مخفی کردن آذوقه و وسایل قیمتی و غلات استفاده می‌شده است. به عبارتی، به دلیل برودت و خنکی محل از آن‌ها به عنوان یخچال استفاده می‌کرده‌اند. نمونه چنین محل‌هایی در جاهای دیگر نیز وجود دارد، مثلاً در لیقوان (اطراف تبریز)، مردم پنیر و محصولات لبنی دیگر را در چنین زاغه طبیعی نگهداری می‌کنند. در هنگام پتار (غارت) ممیش خان، که عده‌ای به تاراج منطقه پرداختند، مردم کلیّه محصولات و کالاهای خود را در آنجا مخفی می‌کرده‌اند. و به نظر می‌رسد یکی از شروط زندگی قبیلگی داشتن چنین سرپناه‌هایی برای حفظ و دفاع خویش در بروز خطرات احتمالی دیگر قبایل است و زاغه‌های درو هم در حکم سنگری در مقابل دشمنان طبیعی و غیرطبیعی به‌شمار می‌رفته است.

## غار خلامبر
غار خلان بر نزدیک‌ترین غار درو و یکی از زیباترین غارهای منطقه است. خلامبر نام منطقه‌ای است در میان علف زارهای نزدیک درو و با ۴۵ دقیقه پیاده‌روی می‌توان به آن رسید. واژه خلامبر مرکب است از خلام یا خلان (غارها) به اضافه بر (کنار، طرف)، یعنی «کنار غارها». در کنار غار اصلی یک غار دیگر هم وجود دارد و گویا در گذشته تعدادشان بیشتر بوده است. وجود قبرهای قدیمی در اطراف و حوالی غار نشان می‌دهد که این غار یکی از چند مرکز مهم زندگی قبیله‌ای درو در گذشته بوده است.

## درخت بزرگ گردو
در درو درخت گردویی بسیار قدیمی به نام بگعلی یه دار (bagaliya dâr) وجود دارد که از زمان‌های قدیم تا بسیاری از مردم روستا از گردوی آن استفاده می‌کنند. در دیگر جاهای ایران نیز درختی بزرگ و سر به فلک کشیده خودنمایی می‌کند که سن زیاد آن درخت اعتقاداتی را هم در مورد آن به وجود آورده است. بیشتر این درختان از نوع توت، سرو، گردو یا چنار هستند. در درو درخت گردویی وجود دارد که گویا شخصی به نام بگ علی آن را کاشته و به نام او معروف شده است. تعداد زیادی از مردم درو در گردوی آن شریک هستند، و هر ساله موقع جمع‌آوری محصول باید همهٔ شرکا در زیر درخت حاضر شوند و بعد گردوی آن را بریزند. امروزه این درخت همانند سال‌های گذشته پر رونق نیست و شریکان و آیین‌های خود را از دست داده است.